# Eremophyton chevallieri
Eremophyton es un género monotípico de plantas pertenecientes a la familia Brassicaceae. Su única especie, Eremophyton chevallieri, es originaria de Argelia.

## Taxonomía
Eremophyton chevallieri fue descrita por (Barratte) Bég. y publicado en Bolletino della Società Botanica Italiana 1913: 102. 1913.
Basónimo
- Enarthrocarpus chevallieri Barratte[2]